# 凤凰台 (咸阳)
凤凰台位于中国陕西省咸阳市渭城区仪凤南街北首，原为咸阳城北门城楼，建于明代洪武四年（1371年），因建筑群形似凤凰而得名，又传说春秋时秦穆公的幼女弄玉与萧史曾“吹箫引凤”至此。建筑底部为高6.1米的砖砌台墩，东、西、北三面均设磴道，其上有殿宇四座，分为东、西、中三部分，中殿又分前后纵排两座，东西殿内分别供三太白和三大菩萨，中部后殿内供无量佛。
1921年台上曾设专人鸣钟报晓，1928年设图书馆、民众教育馆等，中国抗日战争时期台上设有防空监视哨，第二次国共内战期间曾作为中国共产党的地下活动场所，1949年后相继被用作市政府和文化馆、图书馆等，现为文管所。